# Hölzerne Artikularkirche von Svätý Kríž

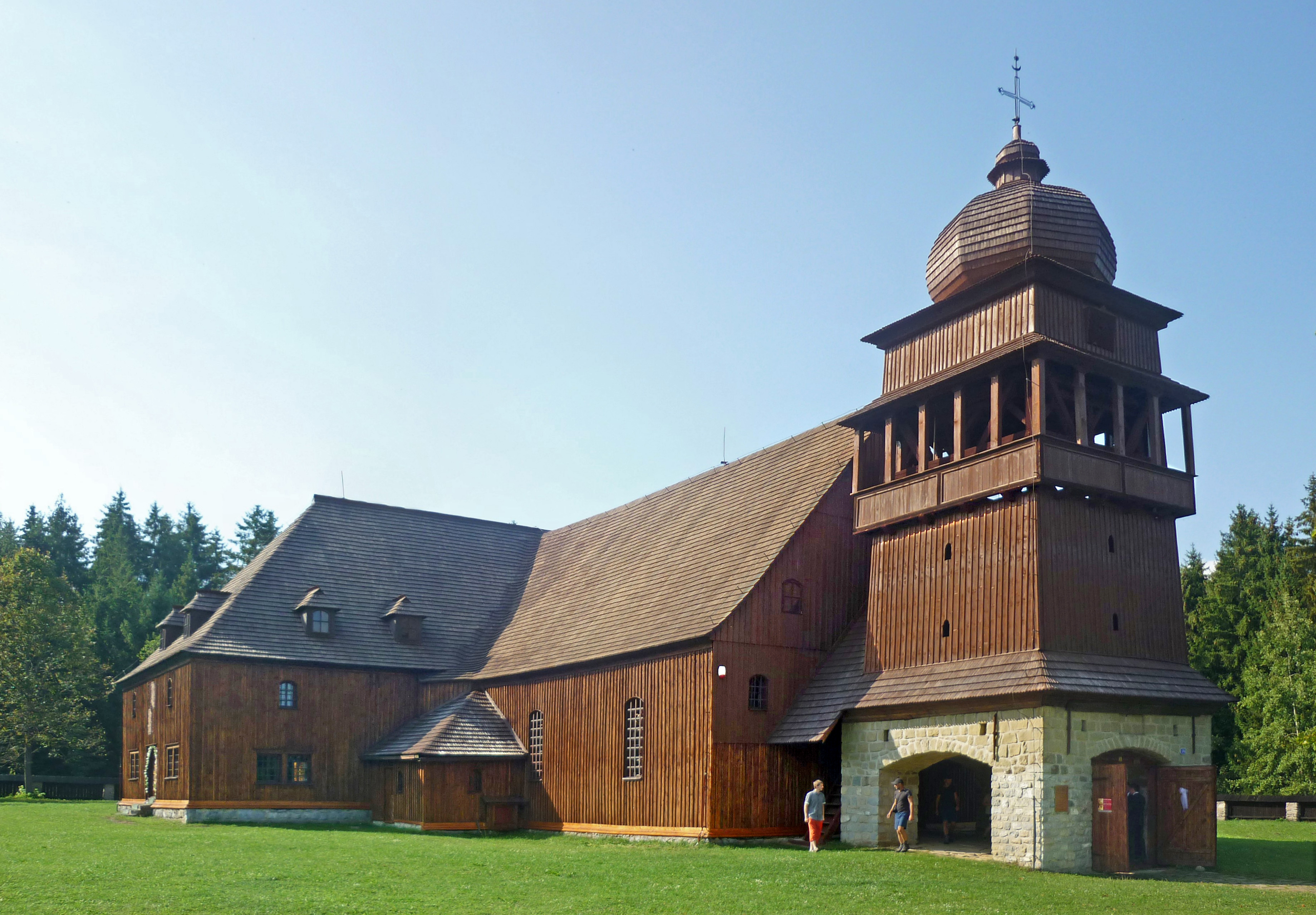
Artikularkirche in Svätý Kríž

Die hölzerne Artikularkirche von Svätý Kríž ist ein evangelisches Kirchengebäude im nordslowakischen Ort Svätý Kríž im Okres Liptovský Mikuláš. Sie ist eine von fünf verbliebenen hölzernen Artikularkirchen (slowakisch Artikulárne kostoly) der Slowakei. Die Kirche steht südlich von Svätý Kríž und westlich von Lazisko auf einer Anhöhe auf der linken Seite der Palúdžanka. Ursprünglich stand sie etwa fünf Kilometer weiter nördlich, auf einem Hang südlich des Ortskerns von Paludza. Nach Überflutung von Paludza durch einen in den 1970er Jahren entstandenen Stausee nach dem Bau der Talsperre Liptovská Mara wurde sie an den heutigen Standort transloziert.

## Entstehungsgeschichte
Bereits seit der Mitte des 16. Jahrhunderts hatte sich im Zuge der Reformation eine starke evangelisch-lutherische Gemeinde in der Region gebildet, als landadlige Familien wie Platy, Okolicsányi, Luby und Pongrácz zum evangelischen Glauben wechselten. Im 17. Jahrhundert versuchten die Habsburger die Protestanten durch die Gegenreformation zurückzudrängen, was zu mehreren Aufständen führte. Im Zusammenhang mit der Niederschlagung der Magnatenverschwörung 1671 wurden hunderte evangelische Gotteshäuser zerstört.

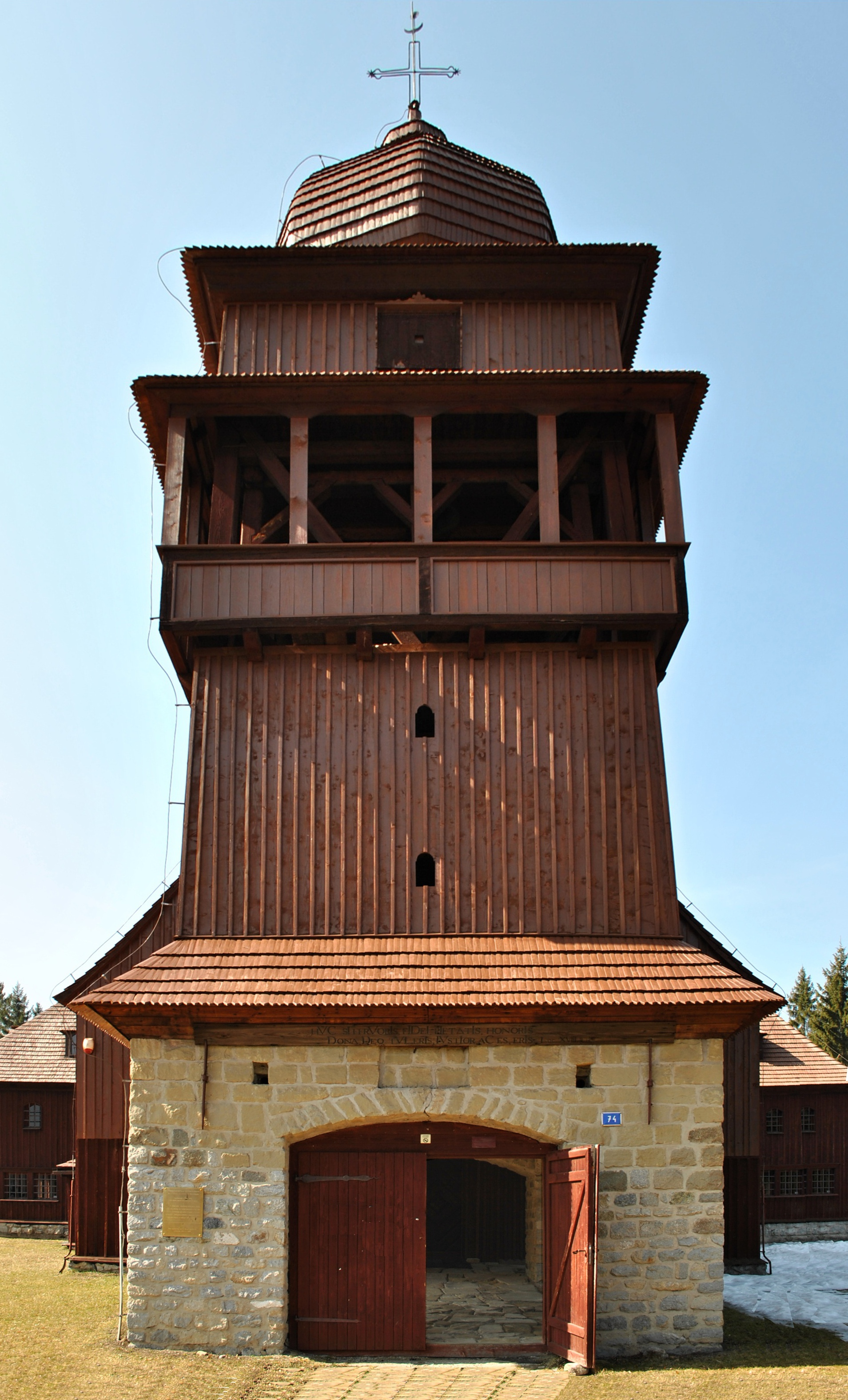
Eingang am Glockenturm

Gemäß den Artikeln 25 und 26 der beim Ödenburger Landtag von 1681 erlassenen Beschlüsse durften im Königreich Ungarn evangelische Christen wieder Kirchen errichten. Für diese sogenannten Artikularkirchen bestimmte die katholische Obrigkeit den Standort. Es wurden höchstens zwei Kirchen pro Komitat sowie eine für jede königliche Freistadt erlaubt. Im damaligen Komitat Liptau entstand eine Kirche in Hybe für die Oberliptau, die 1822–1826 durch eine Toleranzkirche ersetzt wurde, und eine zweite in Paludza für die Unter- und Mittelliptau. Dafür wählte die zuständige Kommission 1688 einen Standort auf einem Grundstück außerhalb von Paludza mit dem Flurnamen Čertovisko, den die evangelische Gemeinde wahrscheinlich aufgrund des problematischen Charakters des Grundstücks und womöglich auch wegen des Namens (slowakisch čert = Teufel) ablehnte. Schließlich schenkte der Gutsherr Franz Platy ein Grundstück für die neue hölzerne Kirche, die 1693 errichtet wurde (Lage). Es ist keine Abbildung dieser Kirche bekannt; sie war turmlos und hatte auch keinen Glockenturm.
Diese 1693 gebaute Kirche wurde im Laufe der Zeit zu klein für die örtliche evangelische Gemeinde. 1769 bat die Gemeinde über zuständige Komitatsbehörden um die Erlaubnis, die Kirche zu sanieren und zu erweitern. Im Januar 1770 wurde das Vorhaben vom kaiserlichen Hof in Wien gestattet. Wegen Geldmangel konnte der Umbau aber zunächst nicht eingeleitet werden. Im Sommer 1773 begannen Arbeiten zur Erweiterung der alten Kirche, doch 1774 entschied sich die Gemeinde, eine neue Kirche zu bauen. Zu diesem Zweck schloss sie am 5. März 1774 mit dem Zimmermeister Josef Lang einen Vertrag über den Bau der neuen Kirche, mit einer Vergütung von 600 Gulden. Vorbild für den Bau waren höchstwahrscheinlich die bestehenden Artikularkirchen in Kežmarok (deutsch Kesmark) und in Hybe. Lang begann mit dem östlichen Teil der neuen Kirche, so dass die alte Holzkirche im westlichen Teil weiter genutzt werden konnte, der erst in einer zweiten Bauetappe dem Neubau wich. Obwohl Lang weder lesen noch schreiben konnte und bei der Arbeit ausschließlich auf seine Erfahrungen angewiesen war, konnte er zusammen mit Gesellen den Bau in acht Monaten fertigstellen. Die feierliche Einweihung fand am Martinstag (11. November) 1774 statt.

## Baubeschreibung

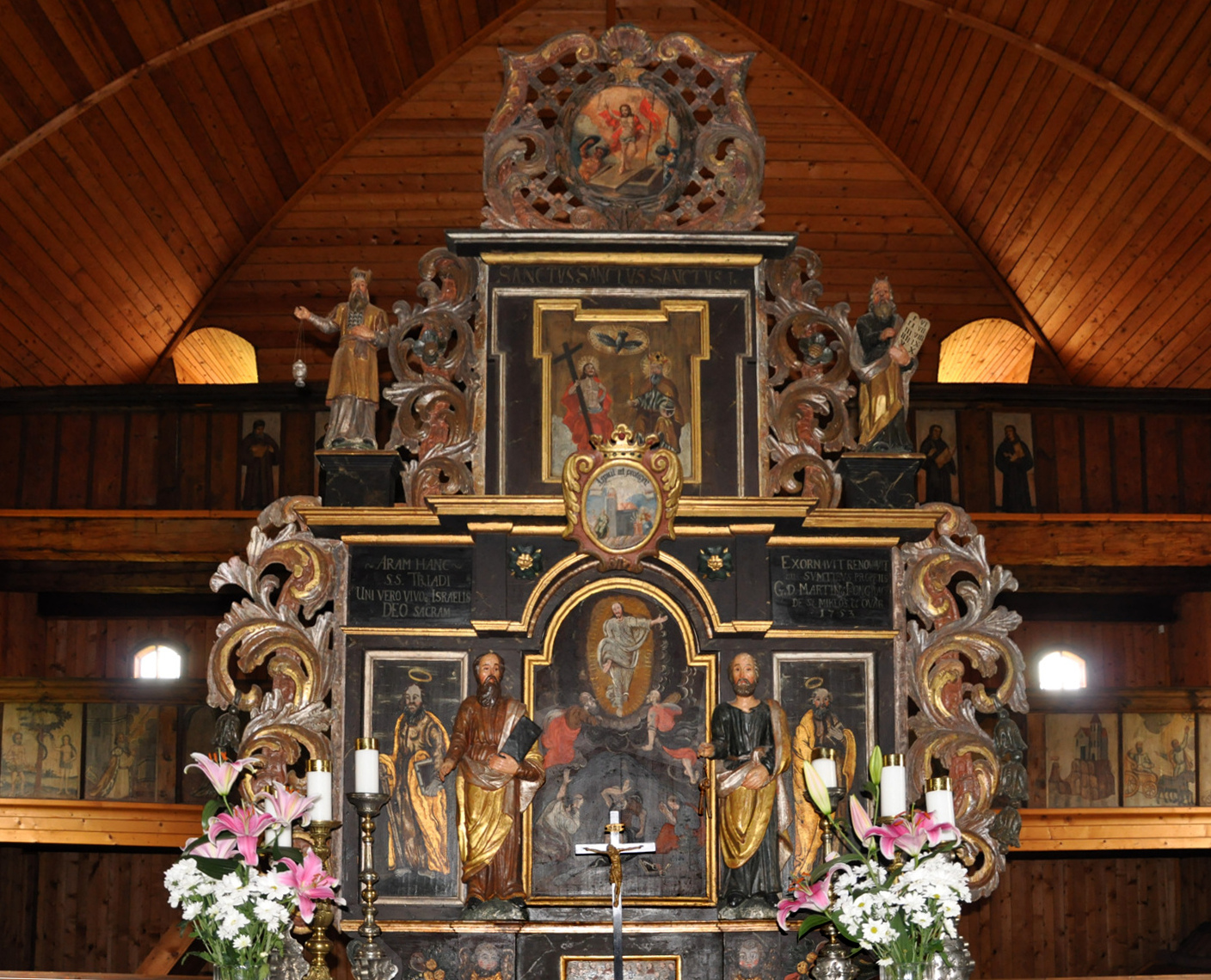
Der Altar

Die neue Blockbaukirche, die aus Fichten- und Tannenholz gefertigt wurde, dürfte nach Vorgaben der Komitatsbehörden nur bis zu einem Fuß dicke Fundamente gehabt haben. Den Grundriss bildet ein langgestrecktes Kreuz. Sie ist einschließlich des später erbauten Turms 43 m lang und hat 12 Türen und 72 Fenster. Der Haupteingang befindet sich ungewöhnlicherweise auf der Ostseite, somit gelangt man im Inneren zuerst in den Altarraum. Der ursprüngliche Haupteingang lag wahrscheinlich unter der Orgelempore auf der Westseite. Für jeden Arm gibt es separate Eingänge, die für Gläubige aus genau festgelegten Gemeinden der Unter- und Mittelliptau bestimmt waren. Das Hauptschiff ist 37 m lang und 11,1 m breit, das Querschiff 27,75 m lang und 11 m breit. Die bebaute Fläche (ohne Turm) beträgt 658 m², die Nutzfläche 1150 m². Die großzügig angelegte Kirche bietet Platz für mehrere Tausend Besucher, je nach Quelle von 4000 bis 6000. Wegen der Lage auf einem Hang ist die Neigung noch heute erkennbar, das Bodengefälle zum Altar hin beträgt etwa 1,3 m. Überdacht ist der Bau mit zwei Satteldächern und Tonnengewölben mit Spannweiten von 12 bis 13 m.
Zur Kirche gehört auch ein 19 m hoher, teilweise steinerner, teilweise hölzerner und anfangs freistehender Glockenturm im Grundriss eines Vierecks aus dem Jahr 1781, durch dessen Durchgang man heute zum Haupteingang der Kirche kommt. In der Vergangenheit befand sich am Glockenturm eine Turmuhr mit hölzernen Zeigern in barocker Ausführung. Die drei ursprünglichen Glocken aus den Jahren 1754, 1781 und 1825 wurden während des Ersten Weltkriegs requiriert und nach Kriegsende durch drei neue, 1921 bis 1922 gegossene Glocken ersetzt. Sie tragen die Namen Viera, Nádej und Láska (deutsch: Glaube, Hoffnung, Liebe).
Seit 1963 ist die Kirche unter der Nummer 356/1 Nationales Kulturdenkmal der Slowakei.

## Inneres

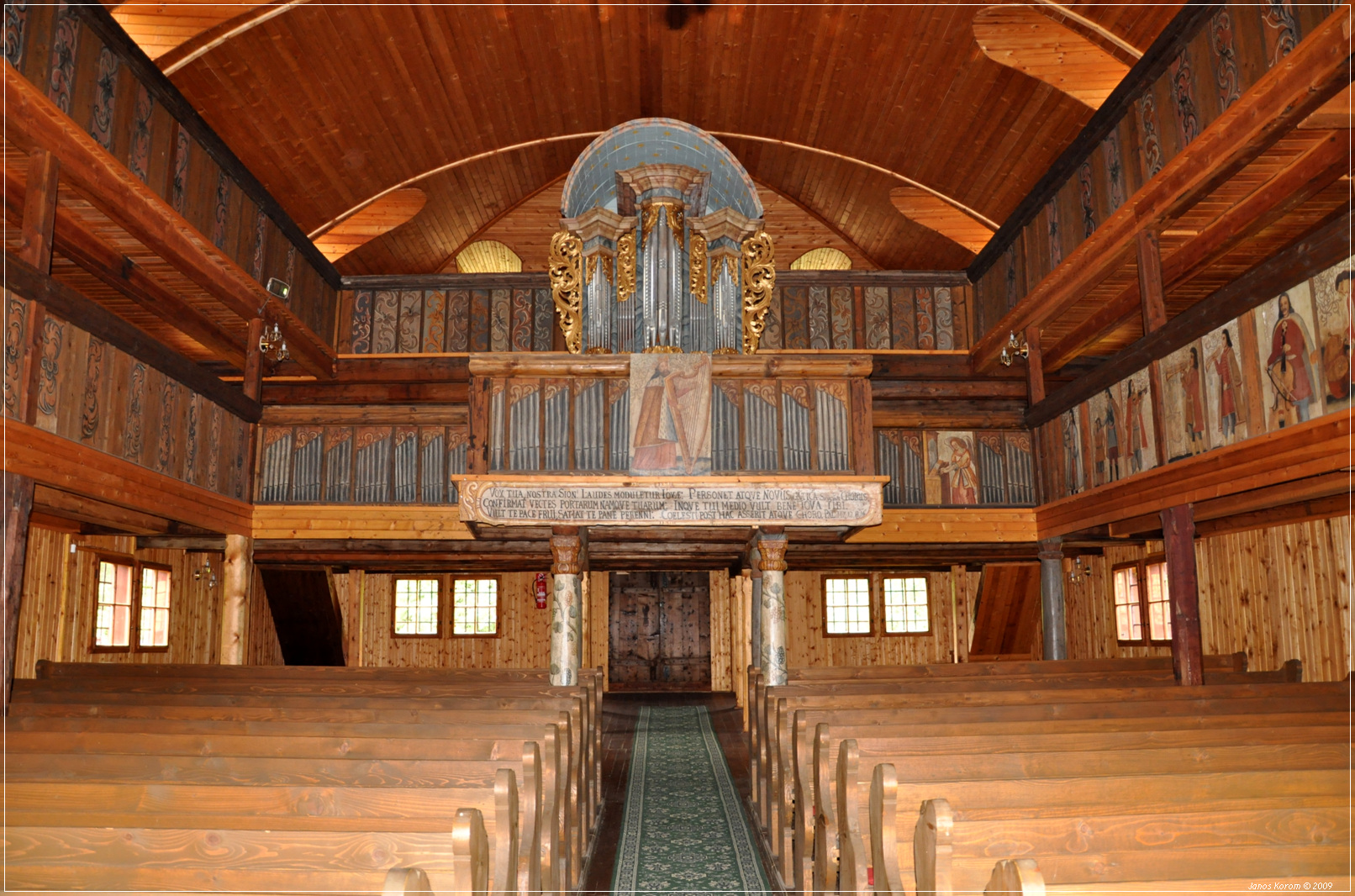
Emporen und Orgel

Das Innere der Kirche ist überwiegend im Barockstil gestaltet. Der hölzerne barocke Altar mit Renaissance-Resten aus dem Jahr 1693 stammt noch aus dem Vorgängerbau und hat sechs gemalte Tafeln mit dem Zentralbild Christi Verklärung, Darstellungen der Dreifaltigkeit und Auferstehung Christi im Aufbau, des Letzten Abendmahls in der Predella und seitlich zwei Apostel. An den Seiten befinden sich vier Plastiken: zwei größere der Apostel Petrus und Paulus sowie darüber zwei kleinere von Mose und Aaron.
Auch die Kanzel mit gemalten Tafeln, auf denen die Evangelisten abgebildet sind, und Skulpturen von zwei Engeln mit zwei Wappen darüber stand ursprünglich in der alten Kirche. Die Urheberschaft sowohl der Kanzel als auch des Altars wird dem Zipser Holzschnitzer Johann Lerch aus Kesmark oder einem Meister in seinem Kreis zugeschrieben.
Das Taufbecken aus Sandstein stand wahrscheinlich ebenfalls bereits in der alten Kirche.
An den Brüstungen der zweigeschossig gebauten Emporen sind volkstümliche Malereien aus der Werkstatt eines unbekannten Künstlers angebracht. Dargestellt sind neben Kirchenvätern auch Musikanten, König David, Szenen aus der Bibel (mit reichlichen Verzierungen von Pflanzen und Tieren) sowie Propheten. Nicht alle Malereien sind erhalten und die heutige Reihenfolge entspricht nicht immer dem behandelten biblischen Thema. Auch an den Säulen unter den Emporen sind liturgische Motive gemalt. An der Brüstung der für Angehörige des Landadels bestimmten Empore im Altarraum befinden sich drei gemalte Wappen mit Initialen der wichtigsten Patronatsfamilien der Gemeinde, und zwar Pottornay, Luby und Okolicsányi.
Die Ölgemälde von Martin Luther und Philipp Melanchthon aus der Mitte des 18. Jahrhunderts vervollständigen die Einrichtung und hängen an der Wand zwischen dem Altar und der Kanzel. Der Kronleuchter aus dem Jahr 1780 ist aus venezianischem Glas.

## Orgel
Die ursprüngliche Orgel aus dem Vorgängerbau, ein Orgelpositiv mit sechs Registern, wurde im späten 17. Jahrhundert in der Werkstatt von Georg Demicher gebaut. Die evangelische Kirchengemeinde veräußerte 1754 dieses Instrument an die Gemeinde Liptovská Sielnica und erwarb stattdessen ein neues Positiv. Als der ursprüngliche Ort Liptovská Sielnica wegen des Baus der Talsperre Liptovská Mara in den 1970er Jahren aufgegeben werden musste, wurde die alte Orgel in die Allerheiligenkirche in Ludrová gebracht und restauriert. Dort wurde sie in den frühen 1990er Jahren durch Vandalen zerstört.
Das neue Positiv mit ebenfalls sechs Registern aus dem Jahr 1754 wurde vom Neusohler Orgelbaumeister Martin Podkonický gebaut. Das am Untergehäuse stehende Chronogramm GlorIfICate DeVM Organo In CongregatIone SIon (MDCCLVIIIII = 1760) bezieht sich wahrscheinlich auf das Jahr der künstlerischen Gestaltung. Das Positiv wurde 1774 unverändert in die neue Kirche übernommen und war bis 1943 in Betrieb, als die Kirchengemeinde eine neue Orgel von Július Guna aus Prešov für die Kirche angeschafft hatte. Von dem nun überflüssigen barocken Instrument blieb nur der polychromierte und vergoldete Prospekt. Die Original-Zinnpfeifen gingen verloren, das Verschwinden wird undisziplinierten Besuchern zugeschrieben. Beim Wiederaufbau der Kirche in Svätý Kríž wurde auch das fast vergessene Positiv in der Orgelbauwerkstatt des Kommunalbetriebs im tschechischen Kutná Hora restauriert. Die fehlenden Pfeifen wurden durch neue im Stil von Martin Podkonický ersetzt, zudem mussten die ebenfalls fehlenden Keilbälge durch Magazinbälge ersetzt werden.

## Translozierung und heutiger Zustand

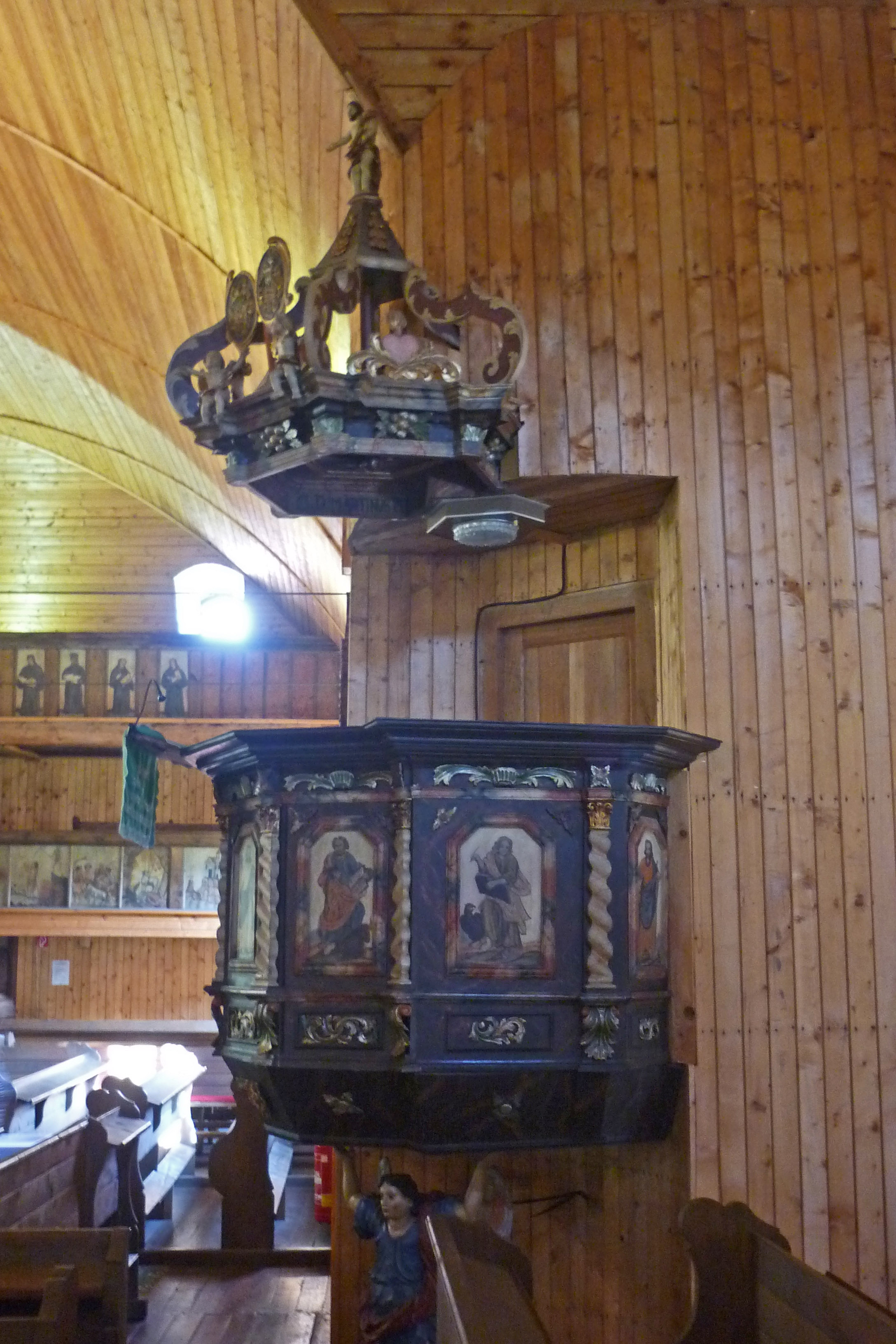
Die Kanzel

Mit dem Bau der Talsperre Liptovská Mara in den 1960er und 1970er Jahren begannen Bemühungen um den Erhalt der Kirche. Im Gegensatz zum Dorf Paludza lag sie zwar außerhalb der vorgesehenen Wasserfläche des Stausees, doch durch den erhöhten Grundwasserspiegel waren erhebliche Schäden zu erwarten. Nachdem Lösungen wie Erhöhung des Geländes zu einer künstlichen Insel oder Errichtung eines Schutzdamms verworfen worden waren, entschied man sich, die Kirche an einen anderen Standort zu translozieren. Zuerst sollte sie als rein museales Objekt entweder im Museum des Liptauer Dorfes (slowakisch Múzeum liptovskej dediny) in Pribylina oder im Museum des slowakischen Dorfes (slowakisch Múzeum slovenskej dediny) in Martin ausgestellt werden, letztlich konnten aber die Beibehaltung der liturgischen Funktion und die Versetzung in der Nähe durchgesetzt werden. Die hölzernen Teile wurden einzeln durchnummeriert und 1974/1975 wurde die Kirche am ursprünglichen Standort abgebaut. Die gut erhaltenen Teile wurden konserviert, die am meisten beschädigten gegen neue ausgetauscht. 1976 bis 1978 wurde die Kirche auf einem Hügel einen Kilometer südlich von Svätý Kríž wiederaufgebaut und am 22. August 1982 feierlich geweiht.
In der Kirche werden regelmäßig Sonntagsgottesdienste gehalten. Das Innere ist für Besucher zu bestimmten Zeiten oder nach Voranmeldung offen.